# Gregorovce
Gregorovce este o comună slovacă, aflată în districtul Prešov din regiunea Prešov. Localitatea se află la altitudinea de 319 m deasupra n.m., se întinde pe o suprafață de 9,84 km2 și în 2017 număra 839 de locuitori. Se învecinează cu comuna Veľký Šariš.

## Istoric
Localitatea Gregorovce este atestată documentar din 1248.

## Demografie
| An:                | 1994 | 2004   | 2014   | 2024    |
| ------------------ | ---- | ------ | ------ | ------- |
| Număr de persoane: | 735  | 781    | 823    | 941     |
| Diferență:         |      | +6,25% | +5,37% | +14,33% |

| An:                | 2023 | 2024   |
| ------------------ | ---- | ------ |
| Număr de persoane: | 935  | 941    |
| Diferență:         |      | +0,64% |